# Seizoenswerkloosheid
Seizoenswerkloosheid is tijdelijke werkloosheid als gevolg van weinig vraag naar arbeid in een bepaald deel van het jaar.
Seizoenswerkloosheid kwam en komt vooral voor in de landbouwsector, die nu eenmaal grotendeels seizoensafhankelijk is en waar dan ook veel seizoensarbeid wordt verricht. Sommige activiteiten, zoals aardappels rooien, asperges steken en oogsten vereisten in het hoogseizoen veel mankracht. De inzet van machines heeft het aandeel van seizoensarbeid weliswaar sterk teruggedrongen, maar niet alle activiteiten zijn met machines uit te voeren en ook machinaal oogsten vereist extra mankracht. 
Ook de voedselverwerkingsindustrie kent seizoenswerkloosheid, vooral de suikerfabrieken zijn hier een voorbeeld van. Deze werken immers slechts enkele maanden per jaar.
Vroeger en vooral ook tegenwoordig ziet men het verschijnsel in de toeristenindustrie. Strandinrichtingen zijn gewoonlijk slechts in de zomer open, terwijl wintersportvoorzieningen gewoonlijk slechts enkele maanden in de winter op volle toeren draaien.
Omdat het niet altijd mogelijk is gedurende de korte tijd van het hoogseizoen voldoende geld voor het levensonderhoud te verdienen, zal een seizoensarbeider in het laagseizoen gewoonlijk andere arbeid verrichten. Sommige laaggeschoolde werkzaamheden worden vaak als bijverdienste verricht, het zogenoemde vakantiewerk. Het zwaardere werk, bijvoorbeeld in de landbouw, wordt in West-Europa nogal eens door Oost-Europeanen verricht die - hoewel laagbetaald - vaak nog altijd meer verdienen dan in hun eigen land mogelijk is.